# Meridyrias mesostigma
Meridyrias mesostigma är en fjärilsart som beskrevs av George Francis Hampson 1926. Meridyrias mesostigma ingår i släktet Meridyrias och familjen nattflyn. Inga underarter finns listade i Catalogue of Life.